# Chiropterophilie

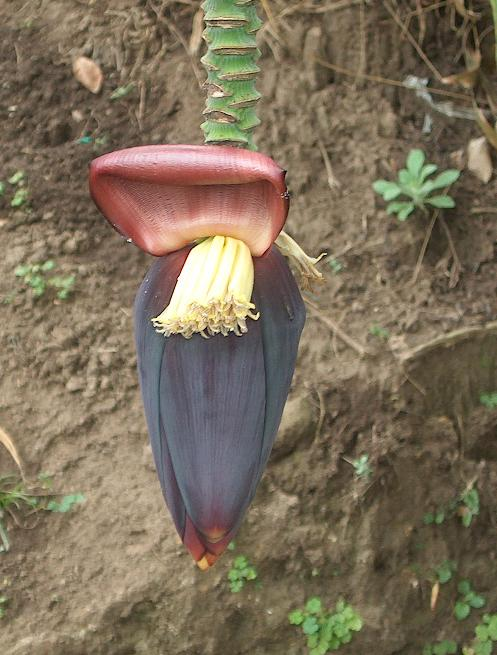
Fledermausbestäubte Blumen wie die der Bananen sind oft derb aufgebaut

Unter Chiropterophilie, auch Chiropterofilie, Flagelliflorie, Penduliflorie oder Fledermausblütigkeit, versteht man in der Botanik  ein Merkmalssyndrom bei Pflanzen, das mit der Bestäubung durch Fledertiere einhergeht, d. h. die Anpassungen von Pflanzen an Fledermäuse als Bestäuber. Dabei spielen nicht insektenfressende, sondern die tropischen und subtropischen nektarleckenden und fruchtfressenden Fledermäuse und Flughunde eine Rolle.
Chiropterophile Pflanzen blühen oft nachts, ihre Blüten haben einen meist intensiven Duft z. B. nach Kohl, Zwiebeln, Schweiß oder Gärung oder nach Früchten und Gemüsen, oder eine säuerliche Note, aber auch süßliche Gerüche wie bei Parkia-Arten sind möglich. Sie produzieren sehr viel Nektar, der eine schleimige Konsistenz besitzt. Da die Bestäuber recht groß sind, sind die Blumen meist derb und weit geöffnet. Häufig werden auch viel Pollen produziert, die mit dem Nektar an der Schnauze verkleben und somit für die Bestäubung der nächsten Blüte sorgen. Einige der bei chiropterophilen Blüten aufgefundenen Blütenstrukturen scheinen nicht nur der besseren Stabilität zu dienen, sondern haben auch einen Effekt auf die Echoortung der Fledertiere. Diese Elemente reflektieren den Schall, sodass die Tiere imstande sind, nicht nur den Standort der Blüte, sondern auch die Qualität der angebotenen Nahrung zu erfassen.
Typische Farben der Blumen sind grünlich-violett oder schmutzig weißlich bis gelblich, wie im Falle des bekannten Baobab. Die Fledermäuse sind Farbenblind. Interessant sind die duftlosen Blüten von Strongylodon macrobotrys mit ihrer Türkis-, Jadefarbe.